# Vemhån
Vemhån is een nederzetting in de Zweedse gemeente Härjedalen, binnen het gelijknamige landschap en de provincie Jämtlands län. De plaats heeft 73 inwoners (2005) en een oppervlakte van 27 hectare.
Vemhån heeft meer het uiterlijk van een dorp in het landschap Lappland; een kleine nederzetting met de winkels en kerkje; en een in de omgeving opgaande bevolking. Vemhån ligt zeer gunstig voor toerisme. Niet alleen ligt het in de buurt (30 km) van het zeer populaire wintersportgebied Vemdalskalet en Björnrike, ook in de zomer kan men voor een actieve vakantie terecht op de twee meren in de buurt en op de rivier de Veman, die langs het dorp stroomt. De Zweedse weg 514 (een veredelde B-weg) loopt door het dorp, dat al in de 16e eeuw bekend was, maar dan onder de naam Hån.